# 1,3-Indandiona
1,3-Indandiona é um anticoagulante utilizado como raticida. Certos derivados são usados na medicina humana.